# AMA Samy
AMA Samy (Arul Maria Arokiasamy; japanskt zen-namn: Gen-Un-Ken Roshi), född 1936, är en indisk jesuitfader, zenmästare och grundare av Bodhi Sangha i Indien. 
Han föddes i en kristen familj i Myanmar (dåvarande Burma) och är uppväxt i Indien. Han initierades i zen av Hugo Enomiya-Lassalle och blev sedan elev till Yamada Koun Roshi i Kamakura i Japan, vilken 1982 gav honom läraruppdrag med dharma-namnet Gen-Un-Ken.
AMA Samy har ett eget ashram, Bodhi Zendo, i bergen i södra Indien, där han vistas under vinterhalvåret. Han ger sesshins i Europa, USA och Australien under övriga delar av året.

## Skrifter i svensk översättning
- Om överföringen av Zen till väst - Varför kom Bodhidharma till väst? (Zenvägen, 1997).